# Zenonina fusca
Zenonina fusca är en spindelart som beskrevs av Lodovico di Caporiacco 1941. Zenonina fusca ingår i släktet Zenonina och familjen vargspindlar.
Artens utbredningsområde är Etiopien. Inga underarter finns listade i Catalogue of Life.